# Peter McParland
Peter James McParland (Newry, 1934. április 25.  – 2025. május 4. vagy előtte) északír válogatott labdarúgó, edző. 

## Pályafutása

### Klubcsapatban
1951 és 1952 között az ír Dundalk csapatában játszott. 1952-től 1962-ig az Aston Villa játékosa volt, melynek színeiben 1957-ben megnyerte az FA-kupát. Az 1962–63-as szezonban a Wolverhamptonban szerepelt. 1963 és 1964 között aPlymouth Argyle együttesében játszott. 1964 és 1967 között a Worcester Cityben szerepelt, de egy évre kölcsönadták a kanadai Toronto Inter-Roma csapatának. 1967-ben az Egyesült Államokba szerződött az Atlanta Chiefs együtteséhez. 1968-ban hazatért Észak-Írországba a Gelntoranhoz, ahol még három évig játszott játékosedzőként. 

### A válogatottban
1954 és 1962 között 34 alkalommal szerepelt az északír válogatottban és 10 gólt szerzett. Részt vett az 1958-as világbajnokságon, ahol a Csehszlovákia, az NSZK és az Argentína elleni csoportmérkőzésen is eredményes volt.
Összesen 5 gólt szerzett a tornán és a brazil Vavával holtversenyben a harmadik helyen végzett a góllövőlistán.

## Sikerei, díjai
Dundalk FC
- Ír kupagyőztes (1): 1951–52

Aston Villa
- Angol kupagyőztes (1): 1956–57
- Angol ligakupagyőztes (1): 1960–61

Glentoran FC
- Északír bajnok (1): 1969–70